# Sylwester Fertacz
Sylwester Jan Fertacz (ur. 21 października 1950) – polski historyk, doktor habilitowany nauk humanistycznych, profesor nadzwyczajny Uniwersytetu Śląskiego w Katowicach, wykładowca akademicki i w latach 2011–2018 kierownik Zakładu Historii Najnowszej 1918–1945 Instytutu Historii na Wydziale Nauk Społecznych UŚ.

## Życiorys
W 1975 ukończył studia historyczne na Uniwersytecie Śląskim w Katowicach i uzyskał stopień magistra. W listopadzie 1978 obronił doktorat na Uniwersytecie Leningradzkim (praca pt. Działalność partii marksistowskich krajów socjalistycznych na rzecz jedności międzynarodowego ruchu robotniczego), a w grudniu 2000 habilitował się na Wydziale Nauk Społecznych UŚ na podstawie rozprawy Polska myśl słowiańska w okresie II wojny światowej.
Jego zainteresowania badawcze skupiają się na najnowszej historii polskich kresów wschodnich i zachodnich (głównie Górny Śląsk), a także historii krajów Europy Wschodniej i idei jedności słowiańskiej w wiekach XIX i XX.
Był pracownikiem  Katedry Historii Górnośląskiej Wyższej Szkoły Pedagogicznej im. Kardynała Augusta Hlonda w Mysłowicach. Zasiada w radzie naukowej Muzeum Historii Katowic, przewodniczy Komisji Historycznej Wojewódzkiego Komitetu Ochrony Pamięci Walk i Męczeństwa w Katowicach. Jest także współredaktorem rocznika Instytutu Historii pt. „Wieki Stare i Nowe”.

## Publikacje (wybór)
- 1984
  - Próchnikowska wizja historii współczesnej, „Historia i Współczesność”, Katowice 1984, t. 7
- 1988
  - Kontakty Komitetu Wszechsłowiańskiego w Moskwie ze słowiańskimi narodowymi formacjami wojskowymi tworzonymi na terenie ZSRR w okresie II wojny światowej, „Biuletyn Informacyjny” [Wojewódzkiego Ośrodka Informacji Naukowej, Technicznej i Ekonomicznej (WOINTE) w Opolu] 1988
- 1990
  - Dwiżenije sławianskoj solidarnosti i polskaja emigracyja w Wielikobritanii wo wremia wtoroj mirowoj wojny, „Sowietskoje sławjanowiedienije” 1990, nr 6
- 1991
  - Komitet Wszechsłowiański w Moskwie 1941–1947 (Katowice 1991)
- 1993
  - Przyczynek do powstania i działalności Kongresu Słowian Amerykańskich w latach drugiej wojny światowej, „Kwartalnik Historyczny” 1993, nr 2
  - Stalinizm a idea słowiańska, „Przegląd Humanistyczny” 1993, nr 5
- 1994
  - Emigracionnyje prawitiel’stwa sławianskich stran i Wsiesławianskij Komitiet w Moskwie wo wriemia wtoroj mirowoj wojny, „Acta Universitas Lodziensis” 1994, Folia Historica 51
- 1999
  - Internowanie i wywóz mieszkańców Górnego Śląska do Związku Radzieckiego w 1945 roku (w:) Śląsko-zagłębiowskie konfrontacje historyczne (XIX–XX wiek), red. M. W. Wanatowicz, Katowice 1999
- 2000
  - Polska myśl słowiańska w okresie drugiej wojny światowej (Katowice 2000)
- 2001
  - Koncepcje słowiańskie polskich ugrupowań nacjonalistycznych w okresie II wojny światowej, „Wieki Stare i Nowe” 2001
- 2004
  - Polskie koncepcje zjednoczenia Słowian w okresie drugiej wojny światowej (w:) Europa unii i federacji. Idea jedności narodów i państw od średniowiecza do czasów współczesnych, red. K. Ślusarek, Kraków 2004
  - Problemy statystyki Górnoślązaków deportowanych do ZSRR w 1945 r. (w:) Deportacje Górnoślązaków do ZSRR w 1945 roku, red. A. Dziurok i M. Niedurny, Katowice 2004
- 2006
  - Wydarzenia Marca’68 w uczelniach katowickich (w:) Katowice w minionej rzeczywistości, red. A. Barciak, Katowice 2006
- 2008
  - Na drodze do Uniwersytetu, (w:) Uniwersytet Śląski 1968-2008. Dzieje, dokumentacja, źródła, red. A. Barciak, Katowice 2008
- 2009
  - Von Brüdern und Schwestern. Das Allslawische Komitee in Moskau 1941-1947, „Osteuropa” 2009, 59 Jg, 12
  - Wydarzenia Marca 1968 roku w województwie katowickim (Katowice 2009), wspólnie z Krzysztofem Miroszewskim
- 2012
  - Katowice. Środowisko, dzieje, kultura, język i społeczeństwo (redakcja wspólnie z A. Barciakiem i E. Chojecką; Katowice 2012)[6][7]
- 2013
  - General Stanisław Szeptycki as a commander of the Polish Army in 1919-1922 towards north-eastern and south-western outskirts of Poland, „Wieki Stare i Nowe” 2013
- 2015
  - Osaczyć i sterroryzować: na marginesie wspomnień Mirona Dolota o Wielkim Głodzie na Ukrainie, „Wieki Stare i Nowe” 2015, nr 8 (13)[8]